# Ambassade d'Algérie en Norvège
L'ambassade d'Algérie en Norvège est la représentation diplomatique de l'Algérie en Norvège, qui se trouve à Oslo, la capitale du pays.

## Histoire
L’Algérie a ouvert son ambassade en Inkognitogata 37 en 2008, après l’ouverture de l’ambassade de la Norvège à Alger l’année précédente. En 2019, cependant, l’ambassade est située à sigurd Syrs porte, près de l’ambassade du Brésil en Norvège.

## Ambassadeurs d'Algérie en Norvège
- Ali Hafrad : depuis 2015